# Rashaad Penny
Rashaad Armein Penny (Norwalk, 2 febbraio 1996) è un ex giocatore di football americano statunitense che ha militato nel ruolo di running back per sei stagioni nella National Football League (NFL).

## Carriera universitaria
Penny al college giocò a football alla San Diego State University dal 2014 al 2017. Nell'ultima annata guidò tutti i giocatori della Division I FBS con 2 027 yard corse, venendo premiato come All-American e come giocatore offensivo dell'anno della Mountain West Conference. Terminò inoltre al quinto posto nelle votazioni dell'Heisman Trophy.

## Carriera professionistica

### Seattle Seahawks
Penny fu scelto nel corso del primo giro (27º assoluto) del Draft NFL 2018 dai Seattle Seahawks. Dopo avere disputato la prima gara di pre-stagione, Penny si fratturò un dito in allenamento, costringendolo a un intervento chirurgico e a uno stop di 3 settimane. Riuscì tuttavia ad essere regolarmente in campo nella prima gara ufficiale, venendo limitato a 8 yard corse su 7 tentativi dalla difesa dei Denver Broncos. Dopo diverse settimane di prestazioni mediocri, disputò la prima gara di alto livello nel decimo turno contro i Los Angeles Rams, complice l'infortunio del running back titolare Chris Carson. La sua partita si chiuse con 108 yard e il primo touchdown dopo una corsa da 18 yard nel primo quarto. L'annata di Penny si chiuse con 419 yard corse e 2 marcature a una media di 4,9 yard a portata in 14 presenze, nessuna delle quali come titolare.
Nel 2019 Penny continuò ad essere la riserva di Chris Carson. Il primo touchdown lo segnò dopo una corsa da 37 yard nella vittoria esterna del secondo turno contro i Pittsburgh Steelers. Nel dodicesimo turno disputò la miglior prova stagionale correndo un nuovo massimo in carriera di 129 yard, inclusa un touchdown da 58 yard nella vittoria esterna sui Philadelphia Eagles. Otto giorni dopo segnò due touchdown, uno su corsa e uno su ricezione, nella vittoria sui Minnesota Vikings nel Monday Night Football. Il suo momento positivo si chiuse all'improvviso con la rottura del legamento crociato anteriore nella gara del 14º turno in casa dei Los Angeles Rams. La sua annata terminò così con 370 yard corse e 4 touchdown totali in 10 presenze.
Nel 14º turno della stagione 2021 Penny corse 137 yard e 2 touchdown nella vittoria sugli Houston Texans. Nel penultimo turno corse 170 yard con 2 touchdown nella vittoria sui Detroit Lions, venendo premiato come giocatore offensivo della NFC della settimana e come running back della settimana. Sette giorni dopo corse un record in carriera di 190 yard e un touchdown nella vittoria a sorpresa in casa degli Arizona Cardinals, venendo di nuovo premiato come running back della settimana. La sua stagione si chiuse guidando la NFL con 6,3 yard per corsa.
Il 21 marzo 2022 Penny firmò con i Seahawks un rinnovo di un anno del valore di 5,75 milioni di dollari. Iniziò la stagione con tre partite opache, dopo di che nel quarto turno corse 151 yard e 2 touchdown nella vittoria in casa dei Detroit Lions che gli valsero il premio di running back della settimana. Nel turno successivo chiuse nuovamente in anticipo la sua stagione a causa della rottura di una tibia nella gara contro i New Orleans Saints.

### Philadelphia Eagles
Il 14 marzo 2023 Penny firmò con i Philadelphia Eagles. Nell'unica stagione con la squadra disputò solamente tre partite, con 11 corse per 33 yard.

### Carolina Panthers
Il 6 maggio 2024 Penny firmò con i Carolina Panthers.
Il 30 luglio 2024 i Panthers inserirono Penny nella lista riserve/ritirati.

## Palmarès
- Giocatore offensivo della NFC della settimana: 1

17ª del 2021
- Running back della settimana: 3

17ª e 18ª del 2021, 4ª del 2022